# Église Saint-Jean-Baptiste (Solikamsk)
Pour les articles homonymes, voir Église Saint-Jean-Baptiste.
L'église Saint-Jean-le-Baptiste (en russe : Иоа́нно-Предте́ченская Церковь) est un édifice religieux orthodoxe, témoignage de l'architecture du XVIIIe siècle dans la région de l'Oural en Russie . Elle se trouve dans le village de Krasnoe, situé à environ 1 kilomètre au sud du centre de la ville de Solikamsk, 32/b Privoksalnaïa oulitsa. L'église est classée parmi le patrimoine remarquable de la fédération de Russie.

## Situation
Le village de Krasnoe était séparé de la ville de Solikamsk avant que cette dernière ne s'étende et ne l'englobe. Il se situe dans la vallée de la rivière Oussolka, affluent de la rivière Kama, le long de laquelle est construite la ville de Solikamsk, tout près du confluent des deux rivières. L'église est le prolongement visuel de l'ensemble des églises de Solikamsk construites le long de la rivière au XVIIe siècle et au XVIIIe siècle, durant les périodes prospères liées notamment à l'exploitation des gisements de sel. Elle est située sur une berge élevée et elle servait vraisemblablement non seulement de lieu de culte mais aussi de phare pour les bateaux navigants depuis la rivière Kama vers l'Oussolka.

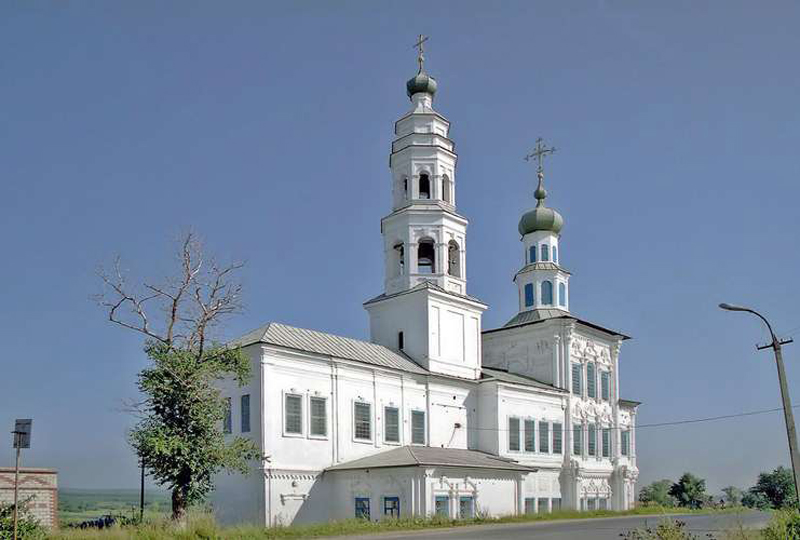
Église Saint-Jean-Baptiste de Solikamsk

## Histoire
La première pierre de l'église est posée en 1721, par l'évêque Alexis (1762-1755). Au début les fonds nécessaires sont offerts par un riche industriel du nom d'Ivan Sourovtsev et après sa mort par un marchand dénommé Alexis Tourtchanov. En 1788, l'épouse de ce dernier offrit à l'église 18 cloches, chacune d'un son différent. En 1856, des héritiers de la famille Tourtchanov réclamèrent leurs part d'héritage sur ces cloches mais ils furent éconduits.
L'église a été restaurée à plusieurs reprises. En 1798, elle a été consacrée une deuxième fois. Un ouragan qui se produit en 1868 endommage fortement le toit et le dôme de l'église. C'est le marchand V. A. Riazantsev, qui était marguillier qui paye le coût des réparations. En 1877, un incendie ravage l'édifice et le même marchand prend les frais de réparation à sa charge.
En 1895, un couvent pour femmes a été créé qui est attaché à l'église. La même famille de marchands Riazantsev offre les sommes nécessaires pour rendre possible cette création. Dans les années 1930 l'église est fermée durant la période soviétique. En 1989, l'église est rouverte et le couvent renaît.

## Architecture

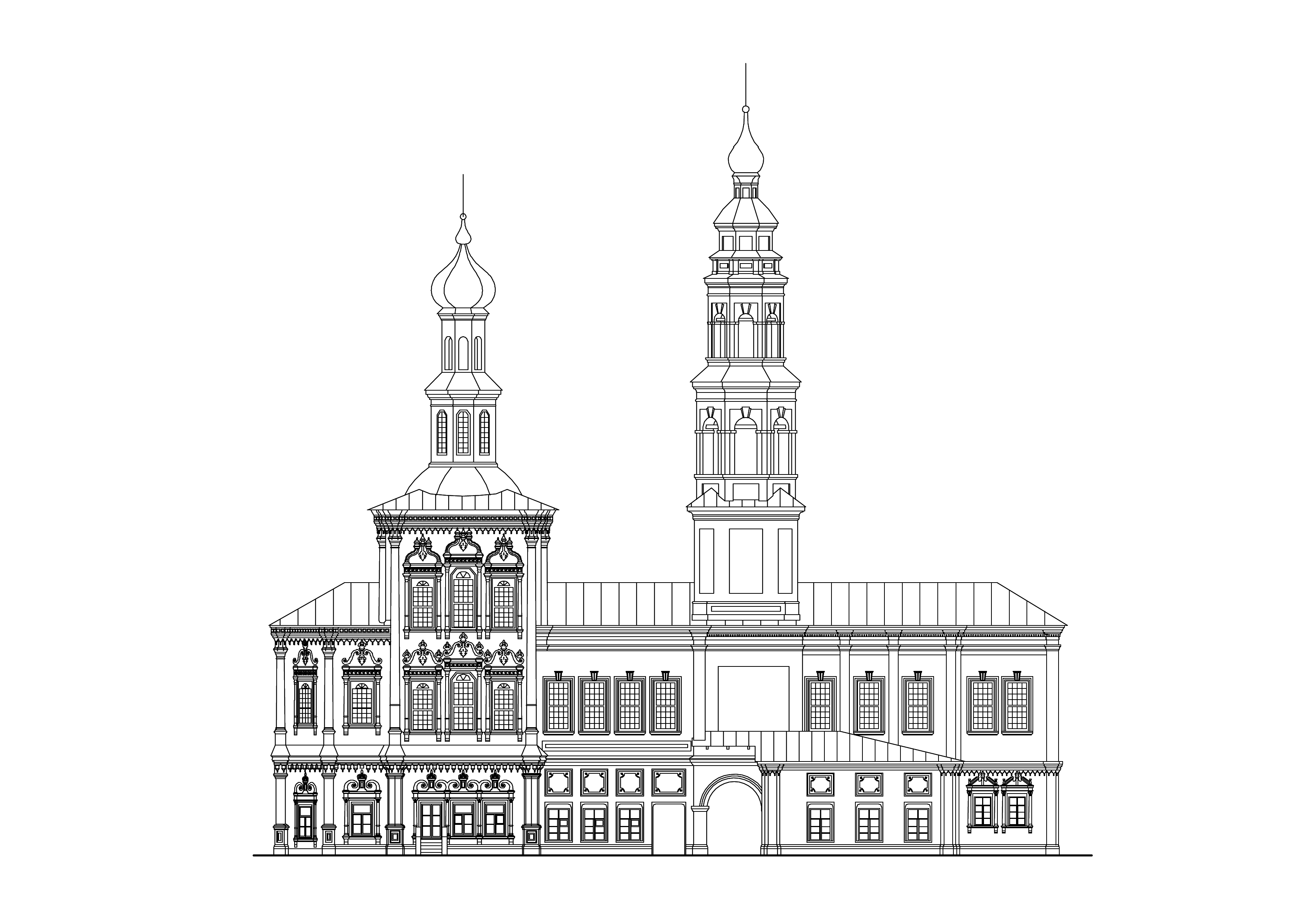
Dessin de l'église PDF.

La principale caractéristique de l'édifice est sa hauteur, son élancement vertical organisé par les solutions architecturales choisies de type église-navire. Bien que l'église soit construite au cours du XVIIIe siècle de nombreux éléments de son architecture sont semblables à ceux des autres églises de la ville construites un siècle plus tôt. L'édifice a deux niveaux sur toute sa longueur : le plus bas est celui de l'église d'hiver chauffée, le plus haut celui de l'église d'été. L'ensemble se compose comme suit : un seul dôme, pas de piliers, un réfectoire de dimension équivalente à celle de l'église, la partie réservée à l'autel. Au-dessus de l'entrée, un grand clocher et devant celui-ci un long paperte s'avance vers l'avant. Tous ces éléments donnent une impression de plus grande hauteur et de verticalité et d'horizontalité à la fois, qui est un trait distinctif de son architecture.
L'étage supérieur est éclairé par deux rangées de fenêtres. Il est couronné par un tambour à deux niveaux ouverts, de forme octogonale, surmonté d'un bulbe. La hauteur de cette partie fait trois fois la largeur de la base. Le clocher est également construit suivant le schéma de deux volumes octogonaux posés sur un volume quadrangulaire. Sa tour quadrangulaire est d'une hauteur supérieure à celle du dôme de l'église elle-même. Dans les parties supérieures octogonales, sont installées les cloches.

## Décoration
La décoration de l'église est soignée. Elle se rattache à la décoration que l'on retrouve dans les autres églises de la petite ville de Solikamsk mais plus anciennes. La décoration des rangées de fenêtres n'est pas simplement répétitive, elle est harmonieuse. Les coins du quadrilatère de l'église sont ornés de pilastres, demi-colonnes . Dans la partie supérieure des rangées de double pilastres soulignent la hauteur de l'édifice et leur longueur permet de relier les deux rangées de fenêtres. Ces colonnes sont répétées le long des fenêtres de manière décorative. La partie chauffée au niveau inférieur est plus trapue et les demi-colonnes qui entourent les ouvertures de fenêtres sont moins longues que celles du dessus. Tous ces éléments soulignent la dominante verticale de l'édifice.